# Veronica 2030
Pour plus de détails, voir Fiche technique et Distribution.
Veronica 2030 est un film américain réalisé par Gary Graver sorti en 1999.

## Synopsis
En l'an 2030, deux scientifiques, Felix et Maxine sont en train de lancer sur le marché leur dernière création, l'androïde-plaisir Veronica. Cependant, par erreur, Veronica est envoyée en 1998. Là, elle prend un emploi comme modèle pour lingerie.

## Fiche technique
- Titre : Veronica 2030
- Réalisateur : Gary Graver
- Scénario : Courtney Joyner & Earl Kenton
- Producteur : Don Pascual & Charles Band
- Société : Surrender Cinema
- Langue : Anglais
- Format : Couleurs
- Durée : 70 minutes
- Pays de production :  États-Unis
- Date de sortie :
  - États-Unis : 1999

## Distribution
- Julia Ann : Veronica
- Joseph Roth : Harry Horner
- Everett Rodd : Dan Silver
- Stephanee LaFleur : Maxine
- E.R. Wolf : Dr Felix Flankton
- Nikki Fritz : Camilla Likenthrow
- Sandy Wasko : Billy Jo
- Wendy Davidson : Betty Jo
- Kurt Sinclair : Jason Paris
- Steve Curtis : Chambers lab assistant
- Johnny Styles : Gunther the Chauffeur
- Jennifer Reese : Mannequin
- Elizabeth Kaitan : Amy